# Magdalena Neff
Magdalena Neff, geborene Meub (* 9. Februar 1881 in Karlsruhe; † 19. Juli 1966 in Ehingen) war eine deutsche Apothekerin. Sie war die erste Studentin an der Technischen Hochschule Karlsruhe und erste approbierte Apothekerin Deutschlands.

## Leben
Magdalena Meub wurde am 9. Februar 1881 in Karlsruhe als Tochter des Bäckermeisters Meub geboren. Sie trat 1893 in das erste deutsche Mädchengymnasium in Karlsruhe ein und verließ das Gymnasium 1899 mit Abitur. Danach begann sie als erster weiblicher Apothekerlehrling in Deutschland ihre Ausbildung in der Apotheke in Elzach. In den Jahren 1904 bis 1906 absolvierte sie ein Pharmaziestudium an der Technischen Hochschule Karlsruhe, dem heutigen Karlsruher Institut für Technologie (KIT), und machte 1906 das Examen als Apothekerin mit Auszeichnung.
Im selben Jahr heiratete sie den Apotheker Adolf Neff und erwarb mit ihm die Löwenapotheke in Ehingen. 1907 wurde die Tochter Hildegard geboren.
Im Jahre 1954 wurde die Löwenapotheke aus Altersgründen verpachtet. Das Ehepaar hatte die Apotheke 48 Jahre lang geführt. Im Jahr 1961 starb Adolf Neff.

## Ehrungen
- 1964 wurde ihr auf dem Deutschen Apothekertag in Hamburg als der ersten approbierten Apothekerin in Deutschland und Wegbereiterin für Frauen in diesem Beruf die Lesmüller-Medaille verliehen.[3][4]
- In Ehingen wurde 1995 die Haus- und Landwirtschaftliche Schule in Magdalena-Neff-Schule umbenannt.[5] Dort trägt auch eine Straße ihren Namen.
- 2024 wurde ein Saal im Kongresszentrum Karlsruhe nach ihr benannt.[6]